# RAF North Weald
RAF North Weald – jest byłą bazą RAF, zlokalizowaną koło wsi North Weald Bassett, 4 km na północny wschód od miasteczka Epping w hr. Essex. 

## Historia
Lotnisko zostało założone latem 1916 podczas I wojny światowej przez Royal Flying Corps. Od 1 kwietnia 1918 było podległe Royal Air Force. 
W okresie II wojny światowej baza pełniła ważną rolę w strategii obrony powietrznej Anglii. Myśliwce Hawker Hurricane uczestniczyły w ochronie ewakuacji z plaż Dunkierki oraz brały udział w bitwie o Anglię. Od 1940 na lotnisku stacjonowały eskadry amerykańskie, czeskie a od 1942 eskadra norweska, uzbrojone w samoloty Spitfire. Dwa polskie dywizjony 301 i 304 korzystały z bazy w sierpniu 1945  .
Po wojnie baza była używana przez RAF do 1964, następnie przez  British Army i Royal Navy. Od 1979 przeszła w użytkowanie cywilne. Część terenu zajmuje North Weald Airfield Museum.

## Zobacz
- Bazy RAF używane przez PSP